# Phreaking
Phreaker é o cracker de telefonia (Phone+freak ou Phreak).
É o uso indevido de linhas telefônicas, fixas ou celulares. No passado, os phreakers empregavam gravadores de fita e outros dispositivos para produzir sinais de controle e enganar o sistema de telefonia. Conforme as companhias telefônicas foram reforçando a segurança, as técnicas tornaram-se mais complexas. Hoje, o phreaking é uma atividade elaborada, que poucos hackers dominam.